# Leibniz-Institut für Lebensmittel-Systembiologie an der Technischen Universität München
Das Leibniz-Institut für Lebensmittel-Systembiologie an der Technischen Universität München, kurz Leibniz-LSB@TUM (ehemals Deutsche Forschungsanstalt für Lebensmittelchemie DFA) ist eine außeruniversitäre Forschungseinrichtung mit Sitz in Freising. Ihre Forschungsaktivitäten sind der anwendungsorientierten Grundlagenforschung im Fach der Naturwissenschaften auf dem Gebiet der Lebensmittelchemie, der Molekularbiologie und der In-silico-Biologie zuzuordnen. Das Institut ist eine Rechtsfähige Stiftung des bürgerlichen Rechts und ist Mitglied der Wissenschaftsgemeinschaft Gottfried Wilhelm Leibniz (WGL).

## Geschichte
Das Institut wird am 3. April 1918 unter der königlich-bayerischen Regierung als öffentlich-rechtliche Stiftung gegründet. Durch die Inflation 1923 geht das Stiftungsvermögen verloren, es erfolgt eine Angliederung an das „Universitätslaboratorium für Angewandte Chemie“ der Universität München. Im Jahr 1944 werden die Institutsräume und fast das gesamte Institutseigentum durch Luftangriffe zerstört, 1946 erfolgt die Wiederaufnahme der Forschungsarbeiten in behelfsmäßigen Unterkünften.
Im Jahr 1948 wird die Finanzierung des Instituts vom Bayerischen Staatsministerium für Unterricht und Kultus und dem Bundesministerium für Ernährung, Landwirtschaft und Forsten übernommen, 1977 wird die Stiftung in die sogenannte Blaue Liste aufgenommen. Im gleichen Jahr bezieht das Institut neue Räume im Gebäude der Fakultät für Chemie in Garching bei München. Im Jahr 2010 wird die Einrichtung nach Freising verlegt. 2017 droht der Forschungsanstalt aufgrund von Betrug und Veruntreuung von Geldern durch Verwaltungsmitarbeiter die Insolvenz, welche aber abgewendet werden kann. Im selben Jahr erfolgt eine strukturelle und wissenschaftlich-strategische Neuausrichtung des Instituts. Infolgedessen wird es zum Leibniz-Institut für Lebensmittel-Systembiologie an der Technischen Universität München umbenannt.

## Direktoren
Direktoren der Deutschen Forschungsanstalt für Lebensmittelchemie waren:
- 1918–1928: Theodor Paul
- 1928–1945: Benno Bleyer
- 1946–1968: Siegfried Walter Souci
- 1969–1993: Hans-Dieter Belitz
- 1995–2017: Peter Schieberle
- 2017–2019: Thomas Hofmann
- 2019–2025: Veronika Somoza
- seit 30. Mai 2025: Corinna Dawid

## Aufgaben
Das Leibniz-Institut für Lebensmittel-Systembiologie an der Technischen Universität München hat die Aufgabe, die chemische Zusammensetzung von Lebensmitteln zu erforschen und dabei vor allem mikrobiologische, ernährungsphysiologische, toxikologische und rechtliche Fragen zu berücksichtigen. Auch soll so sowohl die Wissenschaft als auch die Forschung gefördert werden.

## Finanzierung
Nach dem Finanzierungsmodell der sogenannten Blaue-Liste-Einrichtungen wird das heutige Institut in Form einer Fehlbedarfsfinanzierung hälftig aus Mitteln des Bundes und der Länder finanziert. Der Bundesanteil wird vom Bundesministerium für Ernährung und Landwirtschaft (BMEL) getragen, der Länderanteil zu drei Viertel vom Bayerischen Staatsministerium für Wissenschaft, Forschung und Kunst. Das restliche Viertel des Länderanteils wird nach dem Königsteiner Schlüssel auf alle Länder aufgeteilt. Insgesamt hat das Institut im Haushaltsjahr 2023 einen Gesamtetat in Höhe von rund 6,9 Millionen Euro, darin enthalten extern eingeworbene Drittmittel in Höhe von rund 1,47 Millionen Euro.